# Phytoseius panormita
Phytoseius panormita är en spindeldjursart som beskrevs av Emile Enrico Ragusa och Swirski 1982. Phytoseius panormita ingår i släktet Phytoseius och familjen Phytoseiidae. Inga underarter finns listade i Catalogue of Life.